# Pruines
Pruines (okzitanisch: Prunas) ist eine französische Gemeinde im Département Aveyron in der Region Okzitanien (vor 2016: Midi-Pyrénées) mit 287 Einwohnern (Stand: 1. Januar 2022). Die Gemeinde gehört zum Arrondissement Rodez und zum Kanton Vallon. Die Einwohner werden Prunols genannt.

## Geographie
Pruines liegt 23 Kilometer nördlich von Rodez im Weinbaugebiet Marcillac, Teil der Weinbauregion Sud-Ouest. Umgeben wird Pruines von den Nachbargemeinden Saint-Félix-de-Lunel im Norden und Nordosten, Mouret im Osten und Süden, Nauviale im Südwesten, Saint-Cyprien-sur-Dourdou im Westen sowie Sénergues im Nordwesten.

## Bevölkerungsentwicklung
| 1962                       | 1968 | 1975 | 1982 | 1990 | 1999 | 2006 | 2019 |
| -------------------------- | ---- | ---- | ---- | ---- | ---- | ---- | ---- |
| 449                        | 386  | 349  | 330  | 257  | 239  | 266  | 286  |
| Quellen: Cassini und INSEE |      |      |      |      |      |      |      |

## Sehenswürdigkeiten
- Kirche Saint-Hilaire, seit 1997 Monument historique
- Schloss Pruines aus dem 15. Jahrhundert

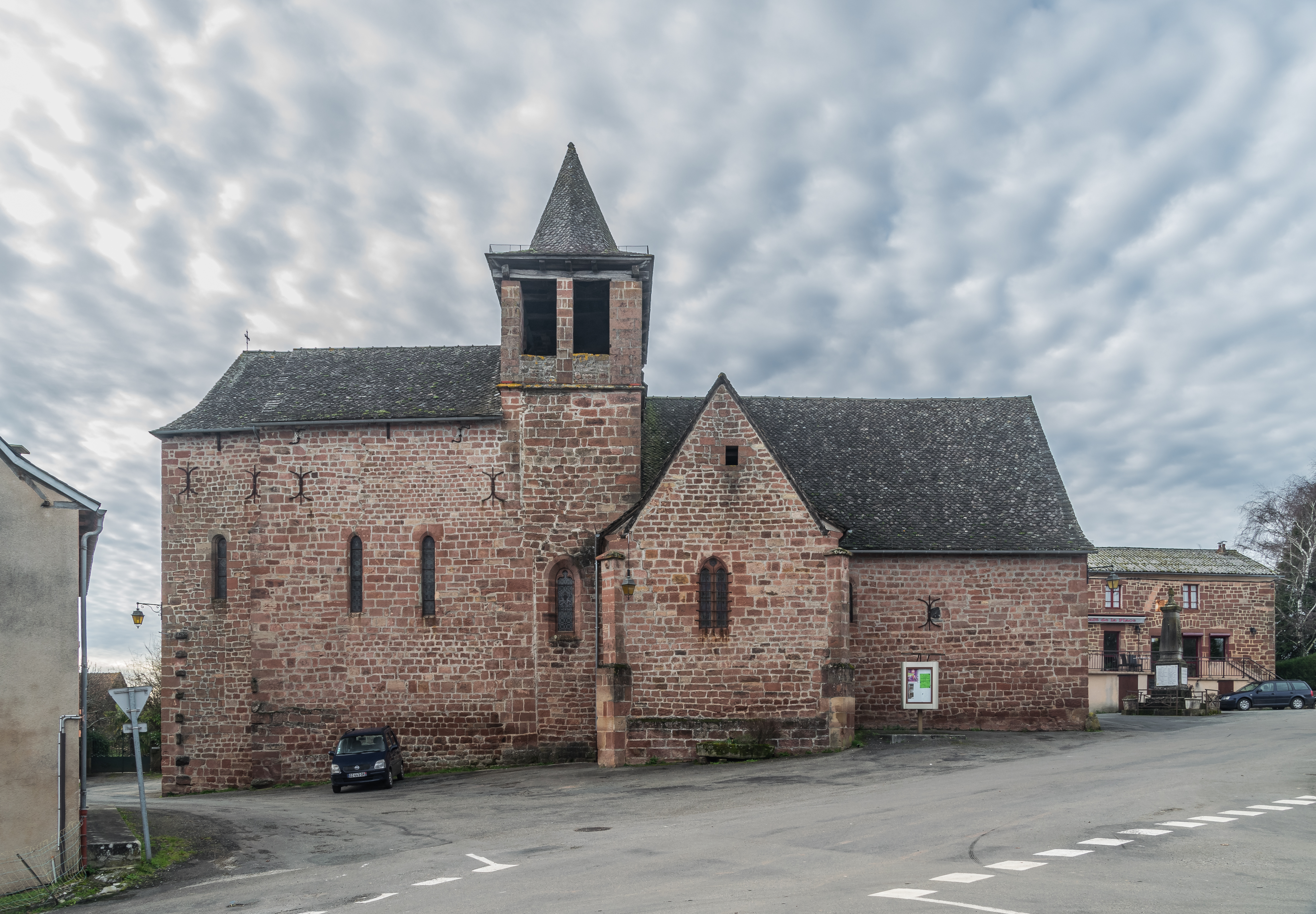
Kirche Saint-Hilaire